# The 36 Crazy Fists
The 36 Crazy Fists är en hongkong-film om Wong Tai-Kwong som vill lära sig Kung fu för att kunna hämnas på de som dödade hans far.